# Number 24
Number 24 (яп.  ナンバー・トゥーフォー Нанба·Тоуфуо, Номер 24) — Оригинальный аниме-сериал созданный компанией MOVIC, специализирующаяся на фигурках, картах и мерчендайзинге. Премьера сериала состоится 8 января 2020 года. 。

## Сюжет
В планах Нацуса Юдзуки не только поступление в университет, но и присоединение к клубу регби. Парень уверен, что он станет главной звездой среди регбистов. Вот только мечты это одно, а реальность с её обстоятельствами совсем иное дело. Нацуса осознает, что ему придется либо вовсе расстаться с мечтой, либо повременить с её исполнением. В школе, где он учился, был старший ученик Ибуки Уэока. Этот парень также был поклонником регби, но потом бросил занятие этим видом спорта. В те же школьные годы были младшие ученики Ясунари Цуру и Ю Масиро. Один вызывал у Нацусы неприязнь, а второй заставлял собой восхищаться. Среди поклонников регби из числа близкого окружения Нацусы был и Сэйитиро Сингёдзи. Этот парень был другом детства. Все эти ребята входили в команду регби. После окончания школы спортивные пути парней разошлись в виду того, что они поступили в разные университеты и оказались соперниками. Но разве может дружба просто исчезнуть, а ведь именно она скрепляла их школьную команду? Настает момент, когда ребята получат возможность встретиться. Между ними все ещё есть общее и это спорт. А также стремление побеждать. Впереди борьба за первое место в лиге регби университетов.

## Персонажи
| Персонажи          | Японский Дубляж    |
| ------------------ | ------------------ |
| Нацуса Юдзуки      | Кэнго Каваниси     |
| Сэйитиро Дзингёдзи | Рёта Судзуки       |
| Ю Масиро           | Аюму Мурасэ        |
| Итан Тейлор        | Кадзуюки Окицу     |
| Фуга Сайто         | Такуя Кодама       |
| Гакуто Дзайцу      | Хината Тадокоро    |
| Хунбинь Ли         | Юки Иноуэ          |
| Ибуки Уэока        | Сюнъити Янагита    |
| Икуто Юфу          | Синносукэ Татибана |
| Кадзутака Хонго    | Сома Сайто         |

## Медиа

### Аниме
23 марта 2019 года, состоялся анонс спортивного аниме под названием "Number 24". Анонсировала его компания MOVIC, специализирующаяся на фигурках, картах и другой разнообразной продукции. Производством аниме занимается молодая студия P.R.A под контролем режиссёра Сигеру Кимия по сценарию Мори Кэй и Рика Накасэ. Художником персонажей является Саори Сакигути, а музыкальные партии написал Такатоси Хамано. Премьера сериала состоится 8 января 2020 года на телеканалах TOKYO MX, KBS Kyoto, Sun TV, TV Aichi, BS NTV, NCB.

## Примечание
1. ↑  TVアニメ『number24』2020年1月放送開始！ 河西健吾さんら出演声優陣とキービジュアル、「アニメイトガールズフェスティバル2019」への出展情報が明らかに！. アニメイトタイムズ (2 августа 2019). Дата обращения: 24 сентября 2019. Архивировано 12 декабря 2019 года.
2. ↑  on air. TVアニメ「number24（ナンバー・トゥーフォー）」公式サイト. ムービック. Дата обращения: 18 декабря 2019. Архивировано 9 декабря 2019 года.
3. ↑  TVアニメ『number24』、来年1月放送！キービジュアル&メインキャスト公開. マイナビニュース (3 августа 2019). Дата обращения: 24 сентября 2019. Архивировано 24 сентября 2019 года.